# Suore francescane ospedaliere di Santa Chiara
Le Suore Francescane Ospedaliere di Santa Chiara (sigla I.F.O.C.) sono un istituto religioso femminile di diritto pontificio.

## Storia
Le origini della congregazione risalgono a un convento fondato nel 1257 a Pisa da alcune matrone della città. Le suore adottarono la regola del Terz'ordine francescano e si dedicarono alla cura dei malati presso l'ospedale Santa Chiara a Pisa fino al 1913, quando iniziarono ad assistere gli infermi a domicilio, in case di riposo ecc.
la congregazione fu aggregata all'ordine dei frati minori cappuccini il 23 aprile 1913.

## Attività e diffusione
Le suore si dedicano alla cura dei malati e all'educazione della gioventù.
La sede generalizia è in via della Faggiola a Pisa.
Alla fine del 2015 l'istituto contava 78 religiose in 15 case.